# Marattiopsida
Marattiopsida is een klasse van primitieve varenachtige planten die enkel in tropische gebieden voorkomen.
De klasse omvat slechts één orde, de Marattiales, met één familie, de Marattiaceae.

## Kenmerken
Marattiopsida zijn planten zonder bloemen die zich verspreiden door middel van sporen, wat ze gemeen hebben met de andere varens, paardenstaarten en wolfsklauwen. Ze hebben zich zeer vroeg in de evolutionaire geschiedenis afgescheiden van de andere planten en verschillen dan ook vrij sterk van de 'moderne' varens. Ze bezitten over het algemeen zeer dikke, vlezige rizomen en de grootste bladen van alle varens. Het sporendoosjes of sporangium ontwikkelt zich uit een groep van cellen (waardoor ze tot de eusporangiate varens worden gerekend), in tegenstelling tot de moderne varens waar het sporendoosje uit één cel ontstaat (leptosporangiate varens).

## Taxonomie
De klasse is monotypisch, omvat slechts één orde die op zijn beurt slechts één familie omvat. Recent onderzoek van de DNA-nucleotidesequentie toont aan dat de Marattiopsida nauw verwant zijn aan de Equisetopsida, de klasse van de paardenstaarten, en een zustergroep is van alle andere varens met uitzondering van de Psilotopsida.
De klasse heeft een lange fossielengeschiedenis met talrijke uitgestorven en nog zes recente geslachten.
- Klasse: Marattiopsida
  - Orde: Marattiales
    - Familie: Marattiaceae
      - Geslachten: Angiopteris  - Asterotheca †  - Christensenia  - Danaea  - Danaeites †  - Eoangiopteris †  - Eupodium  - Marantoidea †  - Marattia  - Marattiopsis †  - Psaronius †  - Ptisana  - Qasimia †  - Scolecopteris †

Orde Marattiales

Familie Marattiaceae

Geslachten: Angiopteris · Asterotheca † · Christensenia · Danaea · Danaeites † · Eoangiopteris † · Eupodium · Marantoidea † · Marattia · Marattiopsis † · Psaronius † · Ptisana · Qasimia † · Scolecopteris †